# Enoteca Pinchiorri

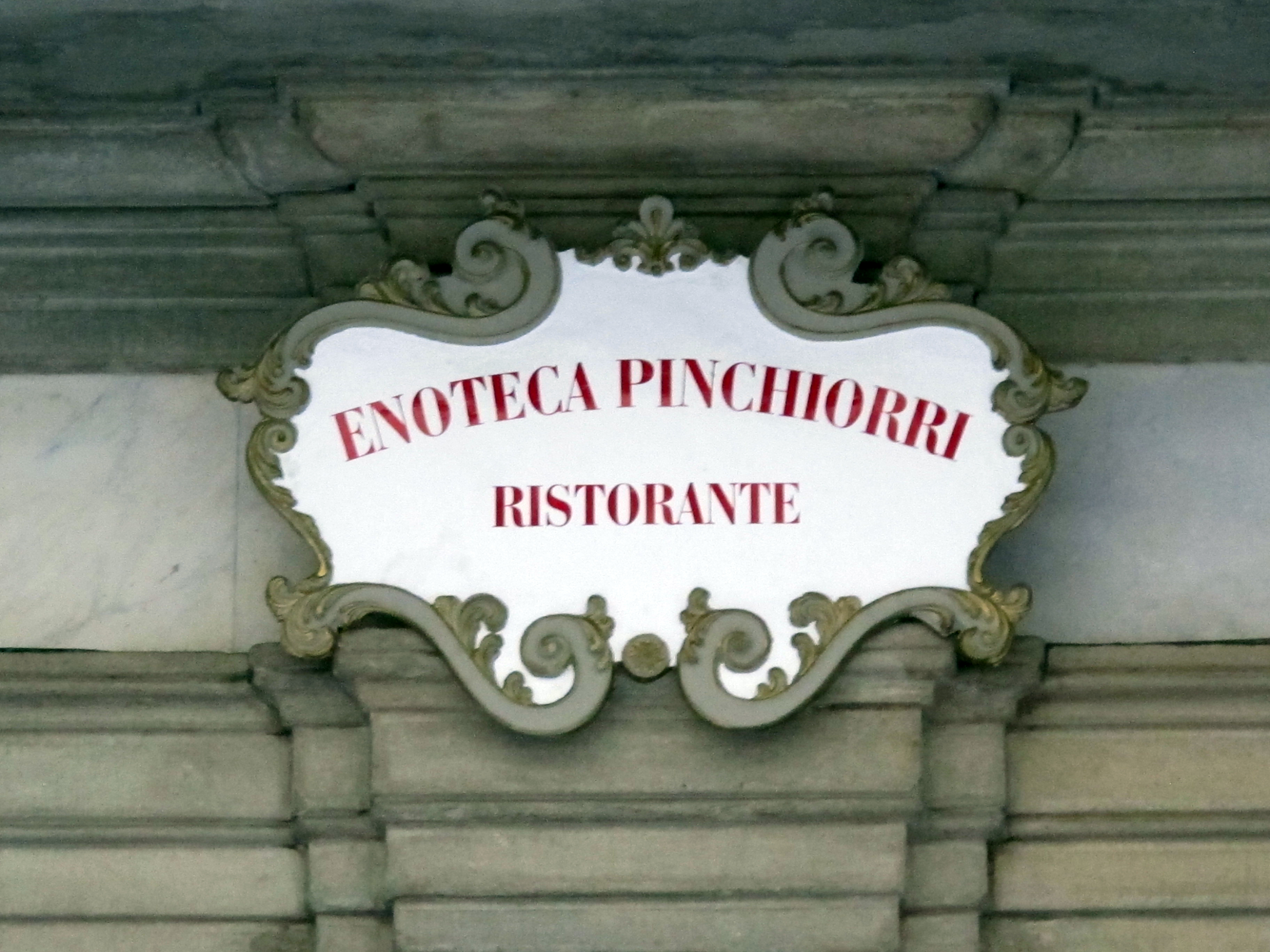
Enoteca Pinchiorri

Enoteca Pinchiorri es un restaurante en Florencia, Italia. Los dueños son Giorgio Pinchiorri y la francesa Annie Feolde. Los chefs actuales son Annie Feolde, Italo Bassi y Riccardo Monco. En 2008, el restaurante fue seleccionado como el N°32 de los mejores restaurantes del mundo por la revista británica Restaurant. Fue premiado con 3 estrellas por la Guía Michelin.
Masahiko Kobe, el chef de cocina italiana en la serie de televisión japonesa Iron Chef de 1997 al episodio final en 1999, entrenó en el Enoteca Pinchiorri de 1993 a 1997.